# كلية إسفنجية اللب
الكلية إسفنجية اللب هي عيب خلقي يؤثر على الكلى، وفيه تتوسع الأنابيب الجامعة بشكل كيسي في إحدى الكليتين أو كليهما. يرتفع خطر الإصابة بالحصيات الكلوية وإنتانات المسالك البولية لدى الأفراد المصابين بهذا العيب. يمرر مرضى الكلية إسفنجية اللب عادةً ضعف عدد الحصيات التي يمررها مرضى الحصيات الآخرين سنويًا. ترتبط هذه الفئة بمعدل مراضة منخفض، إذ يعاني ما يصل إلى 10% من المرضى من ارتفاع خطر المراضة المرتبطة بالحصيات المتكررة وعدوى الجهاز البولي. يشكو العديد من المرضى من زيادة معدل آلام الكلى المزمنة، ولكن ما يزال مصدر الألم، بغياب عدوى الجهاز البولي أو الانسداد، غير واضح لغاية الآن. يعاني نحو 55% من المرضى من المغص الكلوي (آلام الخاصرة والظهر). تعاني النساء المصابات بالكلية إسفنجية اللب من حصيات وإنتانات ومضاعفات أكثر من الرجال. أعتقد سابقًا أنها حالة غير وراثية، ومع ذلك، قد تشير أدلة حديثة إلى خلاف ذلك.

## العلامات والأعراض
تكون معظم الحالات غير عرضية وتكتشف عند استقصاء سبب البيلة الدموية. تتضمن الأعراض مغص كلوي وحصيات كلوية وتكلس كلوي و/ أو إنتانات مسالك بولية متكررة، ويعاني منها عادةً البالغون في المنتصف من العمر. ومع ذلك، قد يعاني الأطفال من الكلية إسفنجية اللب أيضًا في حالات نادرة جدًا. بالإضافة إلى النمط الظاهري السريري النموذجي للحصيات المتكررة، اكتشفت مؤخرًا ملامح سريرية أخرى، وفيها تكون الكلية إسفنجية اللب غير مؤلمة وبدون أي أعراض تقريبًا، وفي شكل نادر آخر تتميز بألم مستعصي.

### المضاعفات
تشمل المضاعفات المرتبطة بالكلية إسفنجية اللب ما يلي:
- حصيات كلوية.
- عدوى الجهاز البولي.
- بول دموي.
- حماض نبيبي كلوي قاصي.
- مرض الكلى المزمن (نادرًا).
- ألم مزمن ملحوظ.[4]

## السبب
قدمت الدراسات الحديثة فكرة عن الأساس الجيني لهذا المرض، ما يدعم الفرضية القائلة بأن الكلية إسفنجية اللب ناتجة عن خلل بين البرعم الحالبي واللحمة المتوسطة للكلية التاليّة. يفسر هذا سبب ارتباط العديد من العيوب الأنبوبية بهذا المرض، وخاصةً الحماض النبيبي الكلوي القاصي الذي يسبب أمراض العظام الأيضية في كثير من الحالات، وتعتبر الأخيرة من أهم عواقب المرض. بالإضافة إلى النمط الظاهري السريري النموذجي للحصيات المتكررة، اكتشفت مؤخرًا ملامح سريرية أخرى، وفيها تكون الكلية إسفنجية اللب غير مؤلمة وبدون أي أعراض تقريبًا، وفي شكل نادر آخر يتسم المرض بألم مبرح مستعصي. أعتقد سابقًا أن معظم حالات الكلية إسفنجية اللب معزولة أو متفرقة. ومع ذلك، أظهرت الدراسات الحديثة أن الإصابة العائلية شائعة وذات نمط وراثي جسمي سائد ونفوذية منخفضة وتعبير متغير. اقترحت نظريات مختلفة أسباب أخرى لتوسع القناة الجامعة، وهذا يشمل: انسدادها بحمض البول أثناء الحياة الجنينية أو الانسداد الأنبوبي بحصيات أوكسالات الكالسيوم الناجمة عن فرط كالسيوم البول عند الأطفال.
يرتبط شكل وراثي جسمي متنحي نادر بمرض كارولي.

## التشخيص
تظهر الكلية إسفنجية اللب عادةً كحليمات مفرطة الصدى مع تجمعات حصوية صغيرة عند فحص الجهاز البولي بالموجات فوق الصوتية أو عند تصوير البطن بالأشعة السينية. تشاهد القنوات الجامعة غير المنتظمة في الكلية إسفنجية اللب عادةً عند تصوير الجهاز البولي الظليل عبر الوريد، وتوصف أحيانًا بأنها ذات مظهر يشبه فرشاة الرسم. ومع ذلك، استبدل تصوير الجهاز البولي الظليل عبر الوريد بالتصوير المقطعي المحوسب الحلزوني عالي الدقة والمعزز بالتباين مع إعادة البناء الرقمي للصور.